# ノブレーン・ウィリアムズ＝ミルズ
ノブレーン・ウィリアムズ＝ミルズ（Novlene Williams-Mills、1982年4月26日 - ）は、ジャマイカの陸上競技選手。2004年アテネの銅メダリスト、2008年北京オリンピックの銀メダリストである。 ミドルセックス郡セント・アン教区出身。

## 経歴
ウィリアムズが最初に国際舞台に姿を見せたのは、2003年のサントドミンゴで行われたパンアメリカン競技大会である。この大会では、400mと4×400mリレーに出場。400mでは6位、リレーではジャマイカの銀メダルに貢献した。
ウィリアムズは、2004年のアテネオリンピックのジャマイカ代表となり、400mと4×400mリレーに出場。400mは準決勝9番目の記録で惜しくも決勝進出はならなかったが、4×400mリレーでは、ミッシェル・バーガー、ナディア・デイビー、サンディー・リチャーズとともに銅メダルを獲得した。また、2005年には、ヘルシンキの世界選手権の4×400mリレーでもロシアに次いで、銀メダルを獲得している。
2006年3月には、コモンウェルスゲームズの400mにおいて、51秒12で、銅メダルを獲得。大きな国際大会の個人種目で初めてのメダルを獲得した。同年の9月には、400mで自己ベストとなる49秒63をマークしている。
2007年の大阪の世界選手権の400mでは、決勝のレースで自己ベストに迫る49秒66をマーク。金メダルのイギリスのクリスティーン・オールグーの49秒61に100分の5秒、銀メダルで同じくイギリスのニコラ・サンダースの49秒65には100分の1秒まで迫ったが惜しくも銅メダルに終わった。さらに、4×400mリレーでは、2大会連続の銀メダルを獲得している。
2008年北京オリンピックでも400mと4×400mリレーに出場。400mでは前回アテネと同じ準決勝で3位となり決勝進出はならなかったが、リレーでは、決勝に進出し、シェリカ・ウィリアムズ、シェリーファ・ロイド、ローズマリー・ホワイトとともに、3位となった。後日、2位ロシアチームのドーピング違反が発覚し繰り上げで銀メダル獲得となった。

## 自己ベスト
- 200m - 23秒25 (2010年)
- 400m - 49秒63 (2006年)

## 主な実績
| 年   | 大会                               | 場所                           | 種目         | 結果       | 記録      |
| ---- | ---------------------------------- | ------------------------------ | ------------ | ---------- | --------- |
| 2003 | パンアメリカン競技大会             | サントドミンゴ(ドミニカ共和国) | 4×400mリレー | 2位        | 3分27秒34 |
| 2004 | オリンピック                       | アテネ(ギリシャ)               | 400m         | 3位 （sf） | 50秒85    |
| 2004 | オリンピック                       | アテネ(ギリシャ)               | 4×400mリレー | 3位        | 3分22秒00 |
| 2005 | 世界陸上選手権                     | ヘルシンキ(フィンランド)       | 4×400mリレー | 2位        | 3分23秒29 |
| 2006 | 世界室内陸上選手権                 | モスクワ(ロシア)               | 400m         | 5位        | 51秒82    |
| 2006 | コモンウェルスゲームズ             | メルボルン(オーストラリア)     | 400m         | 3位        | 51秒12    |
| 2006 | コモンウェルスゲームズ             | メルボルン(オーストラリア)     | 4×400mリレー | 4位        | 3分34秒91 |
| 2006 | IAAFワールドアスレチックファイナル | シュトゥットガルト(ドイツ)     | 400m         | 2位        | 50秒36    |
| 2006 | IAAFワールドカップ                 | アテネ(ギリシャ)               | 400m         | 3位        | 50秒24    |
| 2006 | IAAFワールドカップ                 | アテネ(ギリシャ)               | 4×400mリレー | 1位        | 3分19秒84 |
| 2007 | 世界陸上選手権                     | 大阪(日本)                     | 400m         | 3位        | 49秒66    |
| 2007 | 世界陸上選手権                     | 大阪(日本)                     | 4×400mリレー | 2位        | 3分19秒73 |
| 2007 | IAAFワールドアスレチックファイナル | シュトゥットガルト(ドイツ)     | 400m         | 2位        | 50秒12    |
| 2008 | オリンピック                       | 北京(中国)                     | 400m         | 2位 （sf） | 51秒06    |
| 2008 | オリンピック                       | 北京(中国)                     | 4×400mリレー | 3位        | 3分20秒40 |
| 2008 | IAAFワールドアスレチックファイナル | シュトゥットガルト(ドイツ)     | 400m         | 3位        | 51秒30    |
| 2009 | 世界陸上選手権                     | ベルリン(ドイツ)               | 400m         | 4位        | 49秒77    |
| 2009 | 世界陸上選手権                     | ベルリン(ドイツ)               | 4×400mリレー | 2位        | 3分21秒15 |
| 2011 | 世界陸上選手権                     | 大邱(韓国)                     | 400m         | 8位        | 52秒89    |
| 2011 | 世界陸上選手権                     | 大邱(韓国)                     | 4×400mリレー | 2位        | 3分18秒71 |
| 2012 | オリンピック                       | ロンドン(イギリス)             | 400m         | 5位        | 50秒11    |
| 2012 | オリンピック                       | ロンドン(イギリス)             | 4×400mリレー | 3位        | 3分20秒95 |
| 2013 | 世界陸上選手権                     | モスクワ(ロシア)               | 400m         | 8位        | 51秒49    |

- sfは準決勝